# 406 هـ
406 هـ هي سنة في التقويم الهجري امتدت مقابلةً في التقويم الميلادي بين سنتي 1015 و1016.

## وفيات
- أبو حامد الإسفراييني
- ابن فورك
- ماسويه المارديني
- ابن حبيب النيسابوري
- الشريف الرضي